# GourmetClub
GourmetClub（グルメクラブ）は、日本の器楽曲バンド。
サクソフォーン奏者小池高史を中心に1998年に音楽研究と演奏技術向上を目的とし、音楽家や演奏家を中心に発足。 
発足当初Renaissance名義で活動していたが、後に音楽団体GourmetClubに改名。現在、音楽家、演奏家、指導者、一般社会人などで構成されている。BottomLineJapan、HeartLand STUDIO、Ell等、東海地区を中心に活動。2009年には、北名古屋市文化協会加盟団体となる。奏者一同、高い技術と豊かな音楽表現を目標とし活動している。
| スタブアイコン | サブスタブ | この項目は、まだ閲覧者の調べものの参照としては役立たない、音楽関係者（バンド等）に関連した書きかけの項目です。この項目を加筆・訂正などしてくださる協力者を求めています（P:音楽/PJ:芸能人）。 |